# アウトバーン 63
アウトバーン 63（ドイツ語: Bundesautobahn 63, BAB 63 または A 63）はドイツの高速道路、アウトバーンの一路線である。
ラインラント＝プファルツ州南部を縦断し、北のマインツから南のカイザースラウテルンまで70 kmの路線を持つ地方道路である。